# マンション管理業協会
一般社団法人マンション管理業協会（マンションかんりぎょうきょうかい、英文名称Condominium Management Companies Association）は、マンションの管理業務を行う法人・個人で組織された業界団体。日本国内のマンションの約87%はマンション管理業協会の会員によって管理されている。

## 概要
- 本部 - 〒105-0001 東京都港区虎ノ門1-13-3 虎ノ門東洋共同ビル2階
- 沿革
  - 1979年10月11日 - 高層住宅管理懇話会と、社団法人日本高層住宅協会内に設置された高層住宅管理問題懇談会を統合して「高層住宅管理業協会」発足
  - 1979年12月15日 - 社団法人化
  - 2001年8月14日 - マンション管理適正化推進法規定の指定法人に指定。
  - 2013年4月1日 - 一般社団法人に移行、名称を「マンション管理業協会」に変更。

## 活動内容
- マンション管理に関する調査研究、資料の収集、広報。
- マンションの管理費等の保証事業。
- マンション管理適正化推進法に基づく管理業務主任者の試験及び指定講習の実施。
- 民間資格区分所有管理士・マンション維持修繕技術者試験の実施。